# Arroz congee
El arroz congee (AFI: ['kondʒi]) es un tipo de arroz servido como unas gachas  que se come en muchos países de Asia y del sureste Asiático. La palabra congee proviene del tamil கஞ்சி (kanji). En algunas culturas el congee se toma como desayuno o como un tentempié a media mañana, mientras que en otros, es un sustituto de otros arroces en el almuerzo. El congee se puede hacer en una olla, o en una arrocera. Algunos vaporizadores tienen un ajuste denominado "congee", permitiendo al usuario poder elaborar su desayuno si lo desea.

## Variaciones culturales

### Congeechino
En la cocina china el congee es variado y su composición depende de la región. Para hacer congee Guangdong, se toma por ejemplo arroz blanco y se hace hervir varias veces en agua durante largos periodos de tiempo hasta que rompe y empieza a ser más viscoso. Se come a menudo con zha cai, huevo de pato en salazón, lechuga y pasta dace, brotes de bambú, youtiao, gluten blanco, carne, junto con otros condimentos, carne o huevo centenario. 
En algunas ocasiones se elabora una versión dulce de arroz congee con fríjoles rojos y azúcar para celebrar ciertos festivales. 
El congee se acompaña del pan frito conocido como youtiao. El congee con youtiao se come generalmente como desayuno en muchas áreas de China. Se coloca el congee en agua y después se drena hasta que tenga la textura de las gachas occidentales. El congee puede ser elaborado con arroz marrón, sin embargo es menos común de cocinar. En China se ha empleado para la alimentación de los bebés (en este caso no se condimenta con sal). Puede estar acompañado de otros cereales como sorgo, avena, centeno, etc.

### Congeefilipino
El lugaw (pronunciado como /'lugaw/) es en el filipino el nombre del congee. Que es en composición muy similar al cantonés congee, el lugaw es de consistencia ligera y viscosa, mantiene la forma del arroz. Se suele cocer con tiras de jengibre. Se añaden otros ingredientes a la cocción dependiendo de los gustos. La mayoría de las veces se suele decorar con cebolla de primavera y servido con ajo frito. Se puede cocer con caldo de pescado o de pollo. El lugaw puede ser servido con tokwa't baboy (tofu y carne de cerdo picada). Se suele añadir utak (el cerebro del cerdo), así como otras salsas, salsa de pescado y salsa soja. Se sirve a enfermos e infantes debido a que es digestible.
Algunas provincias de Filipinas prefieren la versión española denominada caldo de arroz (arroz caldo en inglés castellanizado) que llega a confundir a muchos europeos con el plato del mismo nombre. El caldo de arroz es en la actualidad un congee al estilo chino que se adaptó a los gustos de las colonias de españoles en filipinas, al no poder pronunciar el nombre se quedó con el nombre español. El caldo de arroz se especia con azafrán y pimienta negra en lugar del más tradicional jengibre. El caldo de arroz se acerca mucho al concepto del risotto que al del congee, y es reconocible por su coloración azafranada, así como por sus pedazos de pollo visibles. El caldo de arroz es muy popular entre los ilocanos, aunque se puede encontrar en otras provincias, tales como Cebú, los filipinos añaden gambas, un chorro de aceite de oliva, hojas de laurel, y algunos trozos de salchicha china. De esta forma el caldo de arroz es una única mezcla de fusión entre el Este y el Oeste, dando muestras de una herencia colonial española, así como un comercio activo entre diversos pueblos.

### Congeejaponés
El okayu es el nombre dado en la cocina japonesa al arroz congee. El okayu es más ligero que el empleado en otras culturas. Por ejemplo, un plato de la cocina cantonesa de congee emplea una proporción de agua de 12:1, pero un okayu generalmente emplea una de 5:1 (zen-gayu) o de 7:1 (shichibun-gayu). También el período de cocción es más corto comparado con el congee de otras culturas, el okayu se cocina durante cerca de 30 minutos, mientras que la cantonesa pasa de la hora.
El okayu puede consistir simplemente en el arroz con agua, sin embargo suele añadírsele sal, y a veces se vierte en él huevo revuelto. Para reforzar el sabor se añade negi (un tipo de cebolla de primavera), salmón, huevas, jengibre y umeboshi (fruta ume encurtida). De igual forma se emplea el caldo de miso o de pollo para darle más sabor. La mayoría de los vaporizadores de arroz japoneses tienen ajustes para el okayu. Suele servirse okayu cuando se está enfermo, ocupando la misma posición que el caldo de pollo en la cultura occidental, debido a que se cree que es de fácil digestión. 
El 7 de enero se suele comer un tipo de okayu denominado nanakusa-gayu (七草粥, "gachas de las siete hierbas") para protegerse de los demonios, y así propiciar la longevidad y la buena suerte en el nuevo año.